# Тибава
Тибава (слч. Tibava) насељено је мјесто са административним статусом сеоске општине (слч. obec) у округу Собранце, у Кошичком крају, Словачка Република.

## Становништво
| Година:    | 1994. | 2004.   | 2014.   | 2024.   |
| ---------- | ----- | ------- | ------- | ------- |
| Број људи: | 523   | 529     | 555     | 534     |
| Разлика:   |       | +1,14 % | +4,91 % | -3,78 % |

| Година:    | 2023. | 2024.   |
| ---------- | ----- | ------- |
| Број људи: | 539   | 534     |
| Разлика:   |       | -0,92 % |

Према подацима о броју становника из 2024. године насеље је имало 534 становника.